# Laurent Filipe
Laurent Waegeli Filipe (São Paulo, Brasil, 1962), mais conhecido por Laurent Filipe, é um músico, designadamente trompetista, musicólogo, compositor, produtor e também ator. É filho do actor José Sinde Filipe e da atriz Françoise Ariel.

## Biografia
Filho de pai português e de mãe suíça, Laurent Filipe nasceu a 6 de Setembro de 1962, na cidade de São Paulo, Brasil. Tem nacionalidade portuguesa, suiça e brasileira. A carreira artística dos pais (Sinde Filipe e Françoise Ariel), ambos actores de teatro, cinema e televisão, levou Laurent até Espanha, Suíça e Portugal, onde vivia quando se deu a Revolução de Abril de 1974. Enveredou por uma via semi profissional como trompetista, gravando e recebendo os primeiros “cachets”. Tinha 17 anos quando pisou o palco do histórico festival internacional “Cascais Jazz”, em 1979. Completou o Baccalaureat de Letras do ensino francês. Iniciou a década de 80 com a partida para os EUA, onde se licenciou (cum laude) em Composição e Teoria musical pela Faculdade de Belas Artes da Universidade de Kansas (1985). Como bolseiro do prestigiado Berklee College of Music de Boston prosseguiu e concluiu estudos de pós graduação (cum laude) em Composição para cinema, em 1987.
A convite da escola “Taller de Musics” partiu, em 1989, para Barcelona futura capital Olímpica. No Festival Internacional de Guexto em 1990, ganhou simultaneamente o prémio de melhor solista e de melhor grupo. Grava então o seu primeiro CD “Laura” e dá inicio a uma intensa actividade como concertista e artista convidado, pela Europa e EUA, onde irá manter uma base de residência até 2002.
A pretexto da “Capital da Cultura”, em 1994 Laurent regressa a Lisboa. Desenvolve e apresenta inúmeros projectos musicais e editoriais. Entre diversas iniciativas empresariais funda em 1996 o Restaurante Bar “Speakeasy”, local de referência cultural da Lisboa dos anos 1990s. Alarga as actividades musicais e empresariais para a Expo 98 e para o ramo audiovisual. Prossegue pela Europa, Ásia e África uma actividade como concertista e conferencista. Participa como actor em telenovelas e teleséries. Regressa ao ensino como professor da Escola Superior de Musica e Artes do Espectáculo do Porto, de 2002 a 2009. Em 2010, a convite da produtora Fremantle e do canal SIC integra o júri da 3ª e 4º edições do ultra-mediático concurso televisivo “Ídolos”. O concurso torna-se líder de audiências e traz a Laurent Filipe a popularidade e simpatia do grande público. A “LFProduções” é fundada em 2010, ano em que Laurent recebe o convite para o cargo de director geral do “Musibéria Centro Internacional de Musicas e Danças de Raiz Ibérica, em Serpa”.
Entre 2015 e 2018 foi Director executivo do programa sócio-cultural “Douro em Movimento Aldeias com Vida” Programa Operacional Regional do Norte Eixo Prioritário I NORTE-52-2015-07 – Internacionalização Sistema de Apoio a Ações coletivas. 
Com uma vasta discografia em nome próprio, Laurent colaborou ainda com outras figuras marcantes como Pedro Abrunhosa, Mariza, Rui Veloso ou Carlos do Carmo e mantém uma actividade como conferencista, produtor e gestor de projectos.
Criou e integrou os seguintes grupos: "Duo Iberia" (com o pianista espanhol Pedro Sarmiento), "Tributo a Chet Baker", "The Song Band", "Sexteto Mingus e Mais", "Flick Music" (trilhas sonoras de filmes).
É autor, realizador e produtor de vários documentários televisivos para a RTP.
Laurent mantém uma actividade regular como compositor, produtor, professor, arranjador e instrumentista em Portugal e no estrangeiro.

## Prémios
- “Art Farmer Performance Award” (E.U.A.), 1985;[2]
- “Melhor Solista” no Festival Internacional de Jazz de Guetxo (Espanha) de 1990;[2]
- ”Melhor Grupo” (membro do) no Festival Internacional de Jazz de Guetxo (Espanha) de 1990;[2]
- “Melhor Músico de Jazz”, em 1996, pelo programa “Cinco Minutos de Jazz, RDP”;[2]
- Primeiro prémio do concurso CAAM de composição de fados e canções SPA 2008.[3]

## Carreira artística

### Autor/produtor/compositor
- "Laura", Numérica 1992
- "Divertimento" (Duo Iberia), Numérica 1993
- "Ad Lib Vol 1", Groove-Movieplay 1995
- "Poemas de Fernando Pessoa", LFP 1997
- "Mulheres ao Poder" Um musical, LFP 1002, 1999
- "Dos" (Duo Iberia) inclui a participação de Misia, New Discoveries Records, ndrecords
- "A Tribute to Bessie Smith" com Jacinta, EMI-Blue Note, 2003, (www.jacintaportugal.com)
- "A Luz", Clean Feed Records CFO26, 2004
- "East of the moon" - Duo Iberia, 2006, Numérica, 2006
- "Ode to Chet", Som Livre 2006
- “Flick Music”, I Play 2008
- "Poemas de Alexandre O´Neill" 2010 LFP 1006
- "Tanuki Bom Bom" 2011 LFP-Dinalivro
- "Canções e Duetos" Farol Musica 2011
- "Tango Frio" 2013 LFP 1007
- "Poemas de Cesário Verde" 2014 LFP 1008
- "As (im)prováveis" Ugurú-LFP 2017

### Produtor
- "O Render dos Herois" António Vitorino d'Almeida, Numérica 1996
- "O Cancioneiro do Niassa, Canções Proibidas", EMI 1999

### Actor
- Padre Simão em Casos da Vida (episódio O Pedido), TVI 2008
- Vasco Peres em Deixa-me Amar, TVI 2007-2008
- Jean Pierre Martin em O Olhar da Serpente, SIC 2002
- Alvaro Castilho em Os Nossos Dias, RTP 2015/16
- Emídio em Poderosas, SIC 2015
- José Monteiro em Coração D'Ouro, SIC 2016
- Bill White em A Única Mulher, TVI 2016
- Paulo Mascarenhas em Rainha das Flores, SIC 2016
- Afonso Freitas Mesquita em O Sábio, RTP 2017
- Vasco Rodrigues em Alguém Perdeu, CMTV 2019